# Clément Petit
Pour les articles homonymes, voir Petit.
Clément Petit (né le 7 février 2001 à Dreux) est un coureur cycliste français. Il participe à des compétitions sur route et sur piste.

## Biographie
Originaire de Dreux, Clément Petit commence le vélo à l'âge de quatre ans au club Vallée d'Avre Cyclisme, basé à Nonancourt. Il poursuit sa progression au VC Évreux, puis à l'UV Neubourg. Dans les catégories de jeunes, il devient champion départemental et régional à de multiples reprises. Il est également sacré champion de France sur piste en 2017 chez les cadets,. 
En 2019, il représente son pays aux championnats du monde sur piste juniors. Lors de la poursuite par équipes, il bat le record de France junior en demi-finale, aux côtés de ses coéquipiers tricolores. L'équipe de France doit néanmoins se contenter de la médaille d'argent, après avoir été battu en finale. Durant ces mêmes championnats, il décroche la médaille de bronze dans l'américaine, avec Kévin Vauquelin. 
En 2020, il intègre l'USSA Pavilly Barentin, qui évolue en division nationale 1 (le plus haut niveau amateur). Il ne délaisse pas pour autant ses études en suivant un BTS SIO. Décrit comme un puncheur, ses débuts espoirs sont perturbés par la pandémie de Covid-19. Il s'impose néanmoins sur une épreuve de première catégorie en 2021, malgré une gêne au niveau d'un nerf sciatique. En 2022, il change de club pour rejoindre le VC Rouen 76. Toujours actif sur piste, il est médaillé de bronze dans la poursuite par équipes aux championnats d'Europe espoirs. Sur route, il prend la troisième place de son championnat régional. 
En 2023, il termine notamment troisième du Grand Prix de Gerponville, ou encore quatrième du Circuit du Mené et du Tour du Loiret. Sur piste, il participe de nouveau aux championnats d'Europe espoirs, où il se classe cinquième de l'omnium et de la poursuite par équipes, mais aussi sixième de l'américaine. On le retrouve par ailleurs au départ d'une manche de la Coupe des Nations au Caire. 
Lors de la saison 2024, il s'impose au classement général de la Route Vendéenne (Élite Nationale). Il s'agit de sa première victoire finale acquise sur une course par étapes. La même année, il finit cinquième de la Ronde de l'Oise, une compétition inscrite au calendrier de l'UCI Europe Tour. Il devient également champion de France de poursuite par équipes, aux côtés de Corentin Ermenault, Adrien Garel et Louis Pijourlet. Lors de ses premiers mondiaux sur piste en octobre 2024, il remporte la médaille de bronze sur la course scratch, ce qui le qualifie également pour la Ligue des champions sur piste.

## Palmarès sur route

### Par année
- 2019
  - Champion de Normandie sur route juniors
- 2021
  - Grand Prix de la Saint-Anne
  - 3e du championnat de Normandie sur route
- 2022
  - 3e du Tour des 4B Sud Charente
  - 3e du championnat de Normandie sur route
- 2023
  - 3e du Grand Prix de Gerponville
- 2024
  - Grand Prix de la Communauté de Communes des 4 Rivières
  - Route Vendéenne :
    - Classement général
    - 3e étape (contre-la-montre par équipes)

  - Prix des Vins Nouveaux
  - Grand Prix de Saint-Amand-Montrond
  - 2e du Grand Prix de La Roche-aux-Fées
  - 2e du Grand Prix de Saint-Souplet
  - 3e du Grand Prix des Marbriers
- 2025
  - 2e du championnat de Normandie sur route
  - 3e du Grand Prix de Cours-la-Ville

### Classements mondiaux
| Année                                 | 2021  | 2022 | 2023 | 2024  |
| ------------------------------------- | ----- | ---- | ---- | ----- |
| Classement mondial                    | nc    | nc   | nc   | 1965e |
| UCI Europe Tour                       | 1134e | nc   | nc   | nc    |
|                                       |       |      |      |       |
| Légende : nc = non classéSource : UCI |       |      |      |       |

## Palmarès sur piste

### Championnats du monde
| Édition / Épreuve                   | Poursuite par équipes | Américaine | Scratch |
| Francfort-sur-l'Oder 2019 (juniors) | Argent                | Bronze     |         |
| Ballerup 2024                       |                       |            | Bronze  |

### Championnats d'Europe
| Édition / Épreuve     | Poursuite par équipes |
| Anadia 2022 (espoirs) | Bronze                |

### Ligue des champions
- 2024
  - 2e du scratch à Paris

### Championnats nationaux
- 2017
  -  Champion de France de la course tempo cadets
- Bourges 2021
  - 3e du championnat de France de poursuite par équipes
  - 3e du championnat de France de l'américaine
- Saint-Quentin-en-Yvelines 2024
  -  Champion de France de poursuite par équipes (avec Corentin Ermenault, Adrien Garel et Louis Pijourlet)